# Tillandsia ventanaensis
Tillandsia ventanaensis là một loài thuộc chi Tillandsia. Đây là loài đặc hữu của México.